# Isle-Aumont
Isle-Aumont és un municipi francès situat al departament de l'Aube i a la regió del Gran Est. L'any 2007 tenia 516 habitants.

## Demografia

### Població
El 2007 la població de fet d'Isle-Aumont era de 516 persones. Hi havia 200 famílies de les quals 28 eren unipersonals (16 homes vivint sols i 12 dones vivint soles), 92 parelles sense fills, 68 parelles amb fills i 12 famílies monoparentals amb fills.
La població ha evolucionat segons el següent gràfic:
Habitants censats

### Habitatges
El 2007 hi havia 209 habitatges, 200 eren l'habitatge principal de la família, 4 eren segones residències i 5 estaven desocupats. Tots els 208 habitatges eren cases. Dels 200 habitatges principals, 177 estaven ocupats pels seus propietaris, 21 estaven llogats i ocupats pels llogaters i 2 estaven cedits a títol gratuït; 2 tenien dues cambres, 16 en tenien tres, 54 en tenien quatre i 128 en tenien cinc o més. 189 habitatges disposaven pel capbaix d'una plaça de pàrquing. A 72 habitatges hi havia un automòbil i a 125 n'hi havia dos o més.

### Piràmide de població
La piràmide de població per edats i sexe el 2009 era:
| Homes | Edats   | Dones |
| ----- | ------- | ----- |
| 0     | 95 o +  | 0     |
| 0     | 90 a 94 | 0     |
| 0     | 85 a 89 | 8     |
| 4     | 80 a 84 | 4     |
| 4     | 75 a 79 | 4     |
| 4     | 70 a 74 | 8     |
| 8     | 65 a 69 | 12    |
| 8     | 60 a 64 | 8     |
| 8     | 55 a 59 | 12    |
| 16    | 50 a 54 | 20    |
| 44    | 45 a 49 | 24    |
| 24    | 40 a 44 | 44    |
| 12    | 35 a 39 | 24    |
| 20    | 30 a 34 | 16    |
| 8     | 25 a 29 | 12    |
| 8     | 20 a 24 | 4     |
| 28    | 15 a 19 | 32    |
| 36    | 10 a 14 | 20    |
| 24    | 5 a 9   | 20    |
| 8     | 0 a 4   | 28    |

## Economia
El 2007 la població en edat de treballar era de 352 persones, 254 eren actives i 98 eren inactives. De les 254 persones actives 229 estaven ocupades (109 homes i 120 dones) i 25 estaven aturades (17 homes i 8 dones). De les 98 persones inactives 44 estaven jubilades, 34 estaven estudiant i 20 estaven classificades com a «altres inactius».

### Ingressos
El 2009 a Isle-Aumont hi havia 206 unitats fiscals que integraven 529,5 persones, la mediana anual d'ingressos fiscals per persona era de 22.126 €.

### Activitats econòmiques
Dels 10 establiments que hi havia el 2007, 2 eren d'empreses extractives, 5 d'empreses de construcció, 1 d'una empresa de comerç i reparació d'automòbils, 1 d'una empresa immobiliària i 1 d'una empresa de serveis.
Dels 2 establiments de servei als particulars que hi havia el 2009, 1 era un paleta i 1 empresa de construcció.

## Equipaments sanitaris i escolars
El 2009 hi havia una escola elemental integrada dins d'un grup escolar amb les comunes properes formant una escola dispersa.

## Poblacions més properes
El següent diagrama mostra les poblacions més properes.